# Авче
Авче (словен. Avče) — мале поселення на лівому березі річки Соча в общині Канал, Регіон Горишка, Словенія. Висота над рівнем моря: 172 м.